# 后金征服察哈尔
后金征服察哈尔，是17世纪初女真人建立的后金与蒙古宗主部落察哈尔发生的战争。战争结果是包括察哈尔在内的漠南蒙古悉数纳入後金版图，标志着大蒙古国汗统的灭亡，并极大的震动了此时尚未被清朝征服的外喀尔喀和四卫拉特。对清朝建立和清前期的内外关系产生深远影响。

## 起因
女真各部与漠南蒙古左翼诸部联系密切，女真各部与科尔沁蒙古等部互相通婚，明末女真贵族普遍使用蒙古文字，努尔哈赤建立后金时参考了蒙古的汗国体系并自立为汗，在古勒山之战击败蒙古女真联军后，努尔哈赤利用满蒙联姻等方式加强了对蒙古各部的笼络渗透，随后与致力于统一蒙古的林丹汗发生矛盾。

## 战争经过
1619年7月，努尔哈赤准备攻打明朝的铁岭，明军向林丹汗求援。林丹汗命内喀尔喀五部弘吉剌鄂托克齐赛诺颜、札鲁特鄂托克巴克、色本以及科尔沁明安（莽古思的弟弟）之子桑噶尔寨台吉等领兵万余，往援铁岭明军。齐赛诺颜到达铁岭城下被后努尔哈赤打败，和巴克、色本、桑噶尔寨等台吉被活捉，之后努尔哈赤频繁遣人至内喀尔喀，要求诸台吉与后金盟誓修好，共同对付明朝。
1619年10月，自称“四十万蒙古之主”的林丹汗派遣使臣康喀勒拜瑚持书到“水滨三万人之主”努尔哈赤住地，要求努尔哈赤无条件释放所获内喀尔喀台吉和科尔沁台吉，并警告努尔哈赤不得进犯林丹汗所攻取的广宁城。信中称：
「蒙古國統四十萬眾英主青吉（斯）汗，青吉（斯）汗乃大元始祖之號，故稱之諭問水濱三萬人英主安否。大明於吾二國乃讎也，吾聞自戊午年來，大明始受兵於汝國，今夏吾已親往廣寧招撫其城，取其貢賦，倘汝兵往圖之，吾將不利於汝。吾二人原無交惡，若吾所服之城，爲汝所得，吾名安在？設不從吾言，二人之是非，穹蒼鑒之。先時吾二國使者常相往來，因汝使捏言吾之驕慢，告汝以不善之言，故相絕耳。若以吾言爲是，汝將前使可令復來。」
努尔哈赤释放了除内喀尔喀弘吉剌的齐赛诺颜以外的所有台吉，并写了一封措词强硬的信嘲讽林丹汗：
「閱來書，汝爲四十萬蒙古主，吾爲水濱三萬人主，何故恃其眾以驕吾國乎？聞昔大明洪武取大都時，四十萬蒙古摧折幾盡，奔逃者僅有六萬，不盡屬汝，俄里都施一萬，專拙土默特一萬，阿孫特、雍壽布、胯喇沁一萬，此三萬之眾，據汝之右，任意縱橫，於汝無與。即左三萬之眾，果盡屬於汝耶？三萬且不足，乃以昔日之陳言自哆爲四十萬，而鄙吾國止三萬人乎？天地豈不知之。然吾國雖小，不似汝之眾，吾力雖綿，不似汝之強，但得天地垂祐，哈達、輝發、兀喇、夜黑，暨大明國撫順、清河、開原、鐵嶺等八處，俱爲我有。汝且言，廣寧吾取貢處，毋征也，若圖之，將有不利於我。若爾我從來有隙，出此言宜也，本無讎隙，何故爲異姓大明，遂欲欺天地所祐之人主，而出此惡言？恣行不道，如逆天然，吾惟至誠格天，天乃賜吾勇智，其眷顧也獨隆，亦未之聞乎，焉能不利於我哉！且汝於廣寧所得微利，謂能破彼之城郭，畏而與之耶？抑以親視汝，愛而與之耶？如其愛而與之，錙銖之利，受之何爲？汝果能復三十四萬之大都，而出此言，誠是也。想大明未受吾兵時，汝初與構兵，棄盔甲駝馬，空身敗北。再與構兵，革根歹青之蝦，並十餘人被斬於陣中，一無所獲而回。不知二次所得者何處人畜，所克者何處名城，所敗者何處大兵，獨不思大明賞汝從來未有如此之厚，今不過以我威勢逼臨，殺其男子，遺其婦女，大明畏吾，故以利誘汝，非歟？」
随后通知内喀尔喀五部以牲畜一万赎回齐赛诺颜，林丹汗拒绝努尔哈赤的要求。1625年11月，林丹汗亲自率领内喀尔喀部分兵力，前往科尔沁奥巴台吉所在地格勒珠尔根城，围城问罪。努尔哈赤命三贝勒莽古尔泰、四贝勒皇太极率领5000名精锐骑兵，由农安塔前来援助奥巴，迫使林丹汗撤走。努尔哈赤对察哈尔的外围内喀尔喀、科尔沁等部采取的离间、拉拢、威胁等手段，大大的孤立和削弱了林丹汗的势力，核心的察哈尔八部也逐渐瓦解。
林丹汗东征科尔沁部失利后，面临后金威胁，只得先向西统一蒙古内部，与右翼蒙古的喀喇沁部、归化城土默特等部族发生激烈冲突，结果打败其诸部，可是右翼蒙古没有降附于大汗，尤其喀喇沁部与后金建立了联盟联姻关系，后金顺势将影响力从左翼蒙古扩大到右翼蒙古，而察哈尔因战争损失大量部众，“插之疲甚、饿甚、穷甚”“插有马约备仅收四万, 插众不满五万”。1628年2月，后金兵抵大凌河，留守的多罗特部兵败；5月，后金兵犯阿拉克绰特，林丹汗大将因特塔布囊战死；9月，皇太极纠合敖汉、奈曼、扎鲁特、哈剌嗔等部扫荡锡尔博锡哈图、英汤图等地，察哈尔部众“抗拒者杀之，其降者编户”，当年林丹汗留守故地的人马全军覆没，包括内喀尔喀等部全部被后金吞并。

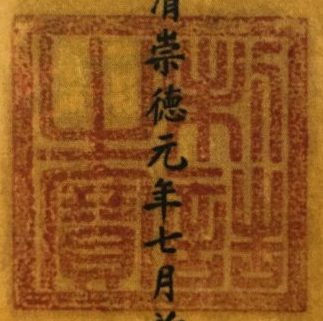
清朝崇德元年《庄妃册文》中加盖所获「制誥之寳」印文

1632年4月，皇太极率后金军与土默特、喀喇沁、伊苏特、扎鲁特、敖汉、奈曼、科尔沁、阿鲁科尔沁等几乎所有归附的蒙古部落共发兵10万，远征林丹汗，但此时察哈尔无力抵抗，“所部解体”，林丹汗希图与同样尊奉红教的却图汗、藏巴汗结盟，东山再起，率众渡黄河西撤，“沿途离散十之七八”，1634年在向青海方向西迁途中病故。虽然漠北车臣汗硕垒等人希望察哈尔余部投奔自己，但被后金抢先，1635年2月，皇太极命多尔衮、岳托、萨哈廉、豪格领兵1万，进入鄂尔多斯，继续进攻察哈尔余部，林丹汗之子额哲奉母命献出一枚“制誥之寶”的玉玺给多尔衮，归降后金，漠南蒙古全部统一于后金。

## 影响
《蒙古源流》称林丹汗“心中生嗔，化六国于乌有”，最终“蒙古封建主宁愿拥戴满洲皇帝而不愿追随他们自己的希望成为第二个成吉思的察哈尔汗，林丹汗只能袭用成吉思的称号，而满洲皇帝却部分实现了铁木真的伟业”，皇太极利用从额哲处获得的“制誥之寶”作为承受天命的依据，于1636年改国号大清，即皇帝位，从此清朝皇帝开始成为蒙古人的“博格达汗”。而深感威胁的喀尔喀三大部和卫拉特诸部王公们于1640年会盟，并制定《喀爾喀—衛拉特法典》，规定各部建立军事联盟，共同抵制满清势力的征服。

### 引用
1. ↑   . 维基文库: p. 卷六 （中文）.
2. ↑  剛林; 羅綉錦.  . 维基文库: p. 大清太祖承天广运圣德神功肇纪立极仁孝武皇帝實录卷之三 （中文）.
3. ↑  汪楫. .
4. ↑  〔苏〕符拉基米尔佐夫; 刘荣竣 译. . 北京: 中国社会科学出版社. 1980: 299.
5. ↑  《喀爾喀‧衛拉特法典》，也簡稱為《衛拉特法典》。基本的內容，主要可歸納為四點：第一，改善各部王公貴族的關係，並且防止內戰；第二，建立軍事同盟，共同對敵人作戰；第三，規定黃教為共同信仰的宗教，應受到保護；第四，強化王公貴族的統治權與特權。參見〔日〕若松寬著，《清代蒙古的歷史與宗教》，240頁。奇格著，《古代蒙古法制史》（瀋陽 遼寧民族出版社，1999），116—134頁。《蒙古族通史》中卷，214—215頁。《蒙古民族通史》第四卷，53—54頁。〔俄〕帕拉莫夫著，《卡爾梅克族在俄國境內時期的歷史概況》，7—11頁。